# Bairon Monroy
Bairon Gojan Monroy Arciego (Arica, Chile; 14 de diciembre de 1999) es un futbolista chileno que se desempeña como delantero y actualmente milita en San Marcos de Arica de la Primera B de Chile.

## Trayectoria
Oriundo de Arica, sus primeros pasos en el fútbol fueron jugando en las canchas de la Población Chile de su ciudad natal. Jugó en diferentes equipos amateurs hasta los 17 años, cuando se unió a las divisiones inferiores de San Marcos de Arica. Debutó en el primer equipo en 2018, temporada en que los Bravos del Morro descendieron a la Segunda División.
Durante la temporada 2019 fue cedido a préstamo a Independiente de Cauquenes, donde tuvo una buena campaña. La temporada siguiente, pese a tener todo acordado para mantenerse cedido, fue convencido por el técnico Hernán Peña para mantenerse en el conjunto ariqueño. A la postre, nuevamente descendieron, pero esta vez debido a incumplimientos reglamentarios.
A la temporada siguiente, San Marcos logra nuevamente el ascenso a Primera B, teniendo a Monroy como una de las figuras de la campaña, coronándose como goleador de la categoría con 13 goles.
En diciembre de 2023 es oficializado como nuevo jugador de Cobreloa de la Primera División chilena, con vistas a la temporada 2024. El 13 de junio de 2024, mediante las redes sociales del club, se anunció su renuncia al conjunto calameño, regresando a San Marcos.

## Estadísticas
| Club                               | Div.          | Temporada     | Liga  | Liga  | Copas nacionales | Copas nacionales | Torneos internacionales | Torneos internacionales | Total | Total |
| Club                               | Div.          | Temporada     | Part. | Goles | Part.            | Goles            | Part.                   | Goles                   | Part. | Goles |
| ---------------------------------- | ------------- | ------------- | ----- | ----- | ---------------- | ---------------- | ----------------------- | ----------------------- | ----- | ----- |
| San Marcos de Arica · Chile        | 2°            | 2018          | 6     | 0     | —                | —                | —                       | —                       | 6     | 0     |
| Independiente de Cauquenes · Chile | 3°            | 2019          | 14    | 5     | —                | —                | —                       | —                       | 14    | 5     |
| Independiente de Cauquenes · Chile | Total Club    | Total Club    | 14    | 5     | 0                | 0                | 0                       | 0                       | 14    | 5     |
| San Marcos de Arica · Chile        | 2°            | 2020          | 25    | 5     | 1                | 0                | —                       | —                       | 26    | 5     |
| San Marcos de Arica · Chile        | 2°            | 2021          | 24    | 7     | 1                | 0                | —                       | —                       | 25    | 7     |
| San Marcos de Arica · Chile        | 3°            | 2022          | 18    | 13    | 1                | 0                | —                       | —                       | 19    | 13    |
| San Marcos de Arica · Chile        | 2°            | 2023          | 13    | 6     | 3                | 0                | —                       | —                       | 16    | 6     |
| San Marcos de Arica · Chile        | Total Club    | Total Club    | 86    | 31    | 6                | 0                | 0                       | 0                       | 92    | 31    |
| Cobreloa · Chile                   | 1.ª           | 2024          | 0     | 0     | —                | —                | —                       | —                       | 0     | 0     |
| Cobreloa · Chile                   | Total club    | Total club    | 0     | 0     | 0                | 0                | 0                       | 0                       | 0     | 0     |
| Total Carrera                      | Total Carrera | Total Carrera | 100   | 36    | 6                | 0                | 0                       | 0                       | 106   | 36    |
| 1. 2.                              |               |               |       |       |                  |                  |                         |                         |       |       |

## Palmarés

### Campeonatos nacionales
| Título           | Club                | País  | Año  |
| ---------------- | ------------------- | ----- | ---- |
| Segunda División | San Marcos de Arica | Chile | 2022 |

### Distinciones individuales
| Distinción                                                | Año  |
| --------------------------------------------------------- | ---- |
| Máximo goleador de la Segunda División Chilena (13 goles) | 2022 |